# Bataliony Chłopskie
Die Bataliony Chłopskie (deutsch Bauernbataillone, BCh) war eine Untergrundorganisation der polnischen Bauernpartei Stronnictwo Ludowe in den Jahren 1940–1945.
Gegründet 1940 als „Chłopska Straż“ (Bauernwache) trug sie den Decknamen Chłostra. Im Frühling 1941 wurde sie in Bataliony Chłopskie umbenannt. Ihr Kommandant war vom 8. Oktober 1940 bis zum Kriegsende Franciszek Kamiński.
1944 hatten die BCh etwa 160.000 Kämpfer. Ihr Ziel war es, die polnische Landbevölkerung vor dem Terror der deutschen Besatzer und der Zwangsumsiedlung (Aktion Zamość) zu schützen.
Ihr Operationsgebiet umfasste mit Ausnahme der Woiwodschaften Pommern, Wilna, Nowogródek und Polesien ganz Polen.
Im Mai 1943 wurde ein Zusammenschluss mit der Armia Krajowa vereinbart, konnte jedoch nicht vollständig durchgeführt werden.
1944 hatte sich ein Teil der Einheiten entgegen dem Befehl der Armia Ludowa angeschlossen und verstärkte dann die Reihen der Milicja Obywatelska und der Polnischen Volksarmee. Der größte Teil blieb jedoch der Polnischen Exilregierung in London treu. Im März 1945 wurden die Bauernbataillone aufgelöst, ihren Einheiten empfahl man, der Polnischen Volksarmee beizutreten.